# Loyugesa khuati
Loyugesa khuati är en tvåvingeart som beskrevs av David Grimaldi och Blagoderov 2001. Loyugesa khuati ingår i släktet Loyugesa och familjen Lygistorrhinidae.
Artens utbredningsområde är Vietnam. Inga underarter finns listade i Catalogue of Life.